# 多茨維爾
多茨維爾是瑞士的城鎮，位於該國東北部，由圖爾高州負責管轄，面積1.32平方公里，海拔高度465米，2012年人口660，三成人口信奉基督教，人口密度每平方公里500人。